# Фолдс, Джефф
Джефф Фолдс (англ. Geoff Foulds; 20 ноября 1939, Лондон, Англия — 13 августа 2025) — английский игрок в снукер и экс-председатель WPBSA. Отец снукериста Нила Фолдса (был его менеджером).

## Биография и карьера
Джефф Фолдс был профессионалом и играл в мэйн-туре на протяжении десяти сезонов, с 1980/81 по 1990/91. Как игрок он не добился значимых результатов, только несколько раз выйдя в финальные стадии крупных турниров (в финальной стадии чемпионата мира он не играл никогда). Его наивысший рейтинг был 50-й.
После завершения игровой карьеры Фолдс продолжил заниматься административной деятельностью в управляющих снукерных организациях. В частности, в 1990-х, на протяжении нескольких лет он был председателем ассоциации World Snooker. Однако, во время своего правления в WPBSA Фолдса обвиняли в серьёзном злоупотреблении должностью, что привело к скандальным публикациям в британских газетах о его деятельности и его конфликту с другими руководящими лицами игры. В 1997-м Фолдс покинул пост председателя организации.
О смерти Фолдса в возрасте 85 лет было объявлено 13 августа 2025 года.